# Ancylistes subtransversus
Ancylistes subtransversus là một loài bọ cánh cứng trong họ Cerambycidae.